# Sadae Inoue
Sadae Inoue (井上 貞衛, Inoue Sadae) (5 novembre 1886 - 21 octobre 1961) est un général de l'armée impériale japonaise qui commanda les forces japonaises à la bataille d'Angaur.

## Biographie
Né dans la préfecture de Kumamoto, Inoue est le troisième fils d'un officier de police mais il cite la préfecture de Kōchi comme sa résidence officielle. Il étudie dans des écoles militaires préparatoires et sort diplômé de la 20e promotion de l'académie de l'armée impériale japonaise en 1908. Il est assigné au 44e régiment d'infanterie et sert durant l'intervention en Sibérie contre les forces bolchéviks. Au début de la seconde guerre sino-japonaise, Inoue est commandant du 5e régiment d'infanterie.
Après avoir gravit rapidement les échelons, Inoue est nommé Général de brigade en mars 1939 et devient commandant de la brigade d'infanterie de la 33e division. En 1941, il est assigné à l'État-major de l'armée japonaise de Taïwan. Il est promu Général de division en 1942 puis commande la 69e division (ja) stationnée au Shanxi en Chine de 1942 à 1943.
Il assume le commandement de la 14e division en 1943 qui est basée au Mandchoukouo. Cependant, à la vue de la détérioration de la situation japonaise dans la guerre du Pacifique, la 14e division est réassignée au groupe d'armées expéditionnaire japonais du Sud et est personnellement chargée de la défense de Palaos par le général Hideki Tōjō. Inoue et Tōjō savent tous les deux que la 14e division n'est pas en mesure de tenir le groupe d'îles contre les forces alliées supérieures en nombre, mais le gouvernement estime qu'il est critique de les défendre jusqu'à la mort, ce qui résulte en une victoire à la Pyrrhus pour les alliés et décourage d'autres invasions du mandat des îles du Pacifique japonais.
Deux importantes batailles ont lieu à Palaos sous le commandement d'Inoue : la bataille d'Angaur et la bataille de Peleliu. Toutes deux sont les plus coûteuses de la guerre en termes de nombre de tués dans les deux camps, étant donné qu'Inoue avait dévié des précédentes tactiques japonaises, évitant les charges banzaï et profitant du meilleur des terrains et des fortifications artificielles afin de créer une guerre de positions.
Après la guerre, Inoue est arrêté par les forces d'occupation américaines et déporté à Guam où il est jugé pour des crimes de guerre de classe B et C et condamné à mort en 1949 pour « responsabilité de commandement » pour avoir laissé ses subordonnés exécuter trois aviateurs américains tombés et faits prisonniers à Palaos. Sa condamnation est commuée en prison à perpétuité en 1951 et il est libéré en 1953. Il meurt au Japon en 1961.